# استفان استیچ
استفن پی استیچ (به انگلیسی: Stephen Stich، زاده ۹ مه ۱۹۴۳)، استاد ممتاز فلسفه و علوم شناختی در دانشگاه راتگرز، و همچنین استاد افتخاری فلسفه در دانشگاه شفیلد است. علایق اصلی فلسفی استیچ در فلسفه ذهن، معرفت‌شناسی و روان‌شناسی اخلاقی است. کتاب او در سال ۱۹۸۳، «از روان‌شناسی عامیانه تا علوم شناختی: موردی علیه باور»، توجه زیادی را به خود جلب کرد. او در این کتاب به نوعی ماتریالیسم حذف‌گرا در مورد ذهن می‌پردازد. او در سال‌های بعد نظر خود را تغییر داد، و در سال ۱۹۹۶ در کتابش به نام «ساختارشکنی ذهن» به این تغییر اشاره شد.

## تحصیلات و کار
استیچ از سال ۱۹۶۰ تا ۱۹۶۴ در دانشگاه پنسیلوانیا در مقطع کارشناسی مشغول تحصیل بود، و در آن‌جا عضو انجمن فیلوماتیان بود. او مدرک کارشناسی خود را در سال ۱۹۶۴ دریافت کرد، و از سال ۱۹۶۴ تا ۱۹۶۸ در دانشگاه پرینستون دکترای خود را تحت مشاوره و هدایت پل بن الصراف و گیلبرت هارمن دریافت کرد.
استیچ به تدریس در دانشگاه میشیگان (۱۹۶۸–۱۹۷۸)، دانشگاه مریلند، کالج پارک (۱۹۷۸–۱۹۸۶)، دانشگاه کالیفرنیا، سن دیگو (۱۹۸۶–۱۹۸۹)، و از سال ۱۹۸۹، در دانشگاه راتگرز مشغول بوده‌است.
او در فوریه ۲۰۰۵ به‌عنوان استاد افتخاری در بخش فلسفه به دانشگاه شفیلد پیوست. او عمدتاً در راتگرز مانده‌است، اما به‌طور دوره‌ای در شفیلد نیز حضور دارد؛ در آن‌جا، و در مرکز مطالعات شناختی هانگ‌سنگ تدریس می‌کند.
در سال ۲۰۰۷ جایزه ژان نیکود را دریافت کرد و مجموعه‌ای از سخنرانی‌ها را در پاریس، با عنوان «نظریه اخلاقی با علم‌شناختی ملاقات کرد: چگونه علم‌شناختی می‌تواند بحث‌های سنتی را متحول کند» ایراد کرد.
در سال ۲۰۰۹، به‌عنوان عضو فرهنگستان هنر و علوم آمریکا انتخاب شد.
در سال ۲۰۲۰، استاد مدعو در دانشگاه پرینستون شد.

## کار فلسفی
استیچ به خاطر کارهایش در فلسفه ذهن، علوم شناختی، معرفت‌شناسی و روان‌شناسی اخلاقی شناخته شده‌است. او در فلسفه ذهن و علوم شناختی، برای شکلی از ماتریالیسم حذف‌گرا استدلال‌هایی کرده‌است (۱۹۸۳)؛ این دیدگاه که صحبت از ذهن باید با صحبت از بستر فیزیکی آن جایگزین شود. از آن زمان، او برخی از دیدگاه‌های خود را تغییر داده‌است. در معرفت‌شناسی، ماهیت شهودها را با استفاده از تکنیک‌های فلسفه تجربی، به‌ویژه شهودهای معرفتی که در بین فرهنگها متفاوت است بررسی کرده‌است. این بررسی منعکس‌کننده یک شک و تردید کلی در مورد تحلیل فلسفی و روش‌های سنتی فلسفه تحلیلی است. او در کتاب «تجزیه عقل» به‌طور خلاصه شکلی از نسبیت‌گرایی معرفتی را در روح عمل‌گرایی ترسیم کرد.
او و شان نیکولز مسئول تئوری «چگونگی درک انسان از حالت‌های ذهنی خود و دیگران»، یا نظریه ذهن هستند. نظریه آن‌ها ترکیبی است که شامل عناصر نظریه شبیه‌سازی و تئوری نظریه است، و همچنین هدف آن توضیح معماری ذهنی است که تظاهر را امکان‌پذیر می‌کند.

## آثار برگزیده
- ۱۹۷۲، «گرامر، روان‌شناسی و عدم تعین»، مجله فلسفه، LXIX،۲۲، صص. ۷۹۹–۸۱۸.
- ۱۹۷۸، «تجربه‌گرایی، فطری بودن و کلیات زبانی»، مطالعات فلسفی، ش. ۳۳، شماره ۳، صص. ۲۷۳–۲۸۶.
- ۱۹۷۸، «باورها و حالات فرعی»، فلسفه علم، ش. ۴۵، شماره ۴، صص. ۴۹۹–۵۱۸.
- ۱۹۷۹، "آیا حیوانات اعتقادی دارند؟" مجله استرالیایی فلسفه، جلد. ۵۷، شماره ۱، صص. ۱۵–۲۸.
- ۱۹۸۳، «از روان‌شناسی عامیانه تا علوم شناختی: موردی علیه باور»، انتشارات ام‌آی‌تی.
- ۱۹۸۵، «آیا انسان می‌تواند حیوانی غیرمنطقی باشد؟» سنتز، جلد. ۶۴، شماره ۱، صص. ۱۱۵–۱۳۵.
- ۱۹۸۸، «تعادل بازتابی، معرفت‌شناسی تحلیلی و مسئله تنوع‌شناختی»، سنتز، جلد. ۷۴، شماره ۳، صص. ۳۹۱–۴۱۳.
- ۱۹۹۰، «ارتباط‌گرایی، حذف‌گرایی و آینده روان‌شناسی عامیانه»، دیدگاه‌های فلسفی، ش. ۴، صص ۴۹۹–۵۳۳. (با ویلیام رمزی و جوزف گارون).
- ۱۹۹۰، «تکه‌تکه شدن عقل: مقدمه‌ای بر نظریه عمل‌گرایانه ارزیابی شناختی»، انتشارات ام‌آی‌تی.
- ۱۹۹۲، «نظریه بازنمایی ذهنی چیست؟» ذهن، جلد. ۱۰۱، شماره ۴۰۲، صص. ۲۴۳–۶۱.
- ۱۹۹۳، «طبیعی کردن معرفت‌شناسی: کواین، سایمون و چشم‌اندازهای پراگماتیسم»، در سی. هوک‌وی و دی. پیترسون (ویرایش)، فلسفه و علوم شناختی، مؤسسه سلطنتی فلسفه، ضمیمه شماره. ۳۴ (کمبریج: انتشارات دانشگاه کمبریج)، صص. 1-17. متن آنلاین.
- ۱۹۹۶، «ساختارشکنی ذهن»، انتشارات دانشگاه آکسفورد. فصل ۱ آنلاین.
- ۱۹۹۸، «پرواز به مرجع، یا چگونه در فلسفه علم پیشرفت نکنیم»، (با مایکل بیشاپ) فلسفه علم، جلد. ۶۵، شماره ۱، صص. 33-49. متن آنلاین.
- ۱۹۹۸، «تئوری نظریه حداکثر»، (با شان نیکولز) ذهن و زبان، جلد. ۱۳، شماره ۳، صص. 421-49. متن آنلاین.
- ۲۰۰۱، «مفروضات تجربی جکسون»، (به همراه جاناتان واینبرگ) فلسفه و پژوهش پدیدارشناسی، جلد. ۶۲، شماره ۳، صص. 637-643. متن آنلاین.
- ۲۰۰۳، «فکر کردن»، (تألیف مشترک با شان نیکولز) انتشارات دانشگاه آکسفورد.
- ۲۰۰۶، «دو نظریه در مورد معماری شناختی زیربنای اخلاق»، (با دانیل کلی)، کنفرانس آنلاین فلسفه، PDF آنلاین (در حال حاضر ۴۰۴).
- ۲۰۱۲، «مقالات گردآوری‌شده، جلد ۲: دانش، عقلانیت و اخلاق، ۱۹۷۸–۲۰۱۰»، انتشارات دانشگاه آکسفورد، ۲۰۱۲، شابک ‎۹۷۸۰۱۹۹۷۳۳۴۷۷.
- ۲۰۱۷، «در همه فرهنگ‌ها»، (با ادوارد ماشری، استفان استیچ، دیوید رز، آمیتا چاترجی، کائوری کاراساوا، نوئل استروچینر، اسمیتا سیرکر، نائوکی اوسویی، و تاکاکی هاشیموتو) نوس، جلد. ۵۱.